# Tomoe Hvas
Tomoe Zenimoto Hvas (Oslo, 1º giugno 2000) è un ex nuotatore norvegese.

## Biografia
È originario di Bærum. Suo padre è norvegese e la madre giapponese. Ha risieduto in Giappone dal 2007 al 2010.
Ha rappresentato la Norvegia ai Giochi olimpici giovanili estivi di Buenos Aires 2018, dove ha raccolto la medaglia d'oro nei 200 metri misti, quella d'argento nei 50 metri farfalla e quella di bronzo nei 50 metri dorso.

## Palmarès
- Mondiali in vasca corta

Abu Dhabi 2021: argento nei 100m misti.
- Europei in vasca corta:

Copenaghen 2017: bronzo nei 200m misti.
Glasgow 2019: argento nei 200m misti.
- Giochi olimpici giovanili estivi

Buenos Aires 2018: oro nei 200m misti, argento nei 50m farfalla e bronzo nei 50m dorso.

## International Swimming League
| Stagione 2020 | Stagione 2021 |
| ------------- | ------------- |
| LA Current    | LA Current    |